# Claudia Arce
Claudia Arce Lemaitre (Sucre, 4 de abril de 1991) es una reina de belleza, modelo, presentadora de televisión, actriz y cantante boliviana. Es licenciada en administración de empresas graduada de la Universidad Privada del Valle. Fue ganadora del Miss Chuquisaca 2009 y del Miss Bolivia Universo 2009.

## Biografía
Claudia Arce nació el 4 de abril de 1991 en la ciudad de Sucre capital constitucional de Bolivia dentro de una familia chuquisaqueña de clase media. Es hija única de Marcelo Arce Scott y Denisse Lourdes Lemaitre Zilvetti. Cabe mencionar que sus orígenes paternos se remontan prácticamente hasta principios del siglo XIX, ya que Claudia Arce es la descendiente directa del ex Presidente de Bolivia Aniceto Arce Ruiz (1824-1906), pues su padre Marcelo Arce es el tataranieto del exmandatario conservador que gobernó el país de manera constitucional desde 1888 hasta 1892. Desde el lado materno, su madre tiene orígenes italianos (Zilvetti). y su abuelo materno es el abogado José Enrique Lemaitre Ipiña quien llegó a ser fiscal general del Estado de Bolivia.

Claudia Arce es descendiente directa del reconocido empresario y ex presidente boliviano Aniceto Arce quien gobernó Bolivia desde 1888 hasta 1892 de manera constitucional e inauguró el Primer Ferrocarril en Bolivia.

Siendo todavía apenas una niña, sus padres se divorciaron y Claudia quedó bajo el cuidado de su madre Denisse Lemaitre, quien junto a su pequeña hija se trasladó a vivir a la ciudad de La Paz en un apartamento del edificio «Los Jardines» ubicado en la avenida 6 de agosto en pleno centro paceño. En esta ciudad, Claudia comenzaría sus estudios escolares en el Colegio San Ignacio de Loyola en 1997.
Sin embargo, poco tiempo después, en abril de 2003, la madre de Claudia Arce falleció instantáneamente después de haber caído desde el piso 13 de dicho edificio en donde vivía. Los motivos de este terrible y lamentable hecho se debieron a que momentos antes de su caída, la entonces joven de 34 años de edad Denisse Lemaitre (1969-2003) estaba sosteniendo una fuerte discusión con su nueva pareja (enamorado) de nombre Herberth Vaca Diez Solíz, el cual era sobrino del reconocido político mirista Hormando Vaca Diez quien en ese entonces era el Presidente de la Cámara de Diputados de Bolivia.
Al final, el Tribunal Departamental de Justicia de La Paz condenó a 10 años de prisión a Herberth Vaca Diez por haber empujado desde el piso 13 al vacío a Denisse Lemaitre Zilvetti delante y en presencia de su pequeña hija Claudia Arce Lemaitre que durante esa época era todavía apenas una niña de 12 años de edad, quien después del asesinato de su madre, pasó a estar bajo custodia de su padre biológico Marcelo Arce Scott.
Después de la trágica muerte de su mamá en La Paz, Claudia Arce volvió nuevamente junto con su papá a Sucre, su ciudad natal, donde comenzó sus estudios secundarios y empezó a participar en diferentes actividades como el canto y en olimpiadas científicas; ganando competiciones nacionales de física, química, astronomía y astrofísica entre 2005 y 2007. Salió bachiller del Colegio Pestalozzi en 2008. Durante su último año de escuela, Claudia Arce fue nominada para la olimpiada internacional de astronomía y astrofísica en Indonesia. Poco tiempo después salió bachiller del Colegio Pestalozzien de su ciudad natal en 2008.
Se licenció en administración de empresas en la Universidad Privada del Valle. Habla tres idiomas: inglés, alemán y español.

## Carrera como modelo y Reina de belleza

### Miss Chuquisaca 2009
En un acto realizado en la ciudad de Sucre, Claudia Arce fue coronada como Miss Chuquisaca 2009; entretanto, Laura Ramos ganó el título de Miss Sucre. Además, Flavia Foianini, de Santa Cruz, y Doris Vargas, de Tarija, fueron proclamadas Miss y Srta. Bicentenario, respectivamente.

### Miss Bolivia 2009
Fue la 30.° edición del certamen Miss Bolivia, realizado en el teatro Gran Mariscal Sucre en la ciudad de Sucre, el 21 de mayo de 2009, en el marco de los festejos del bicentenario del primer grito libertario de América.
Claudia Arce, de 18 años de edad, representó al departamento de Chuquisaca como Miss Chuquisaca 2009 y consiguió ganar el certamen, obteniendo el título de Miss Bolivia Universo 2009, siendo coronada por su antecesora Dominique Peltier, y le dio la oportunidad de participar en el Miss Universo 2010, realizado en Las Vegas.
Además de ganar el título de Miss Bolivia Universo 2009, también fue elegida como Rostro YANBAL y ser reconocida con los títulos de Mejor sonrisa y Mejor traje típico, conseguidos antes del certamen.
También fueron coronadas esa noche: Flavia Foianini como Miss Bolivia Mundo, Ximena Vargas como Miss Bolivia Internacional y Paola Flores como Miss Continente Americano.

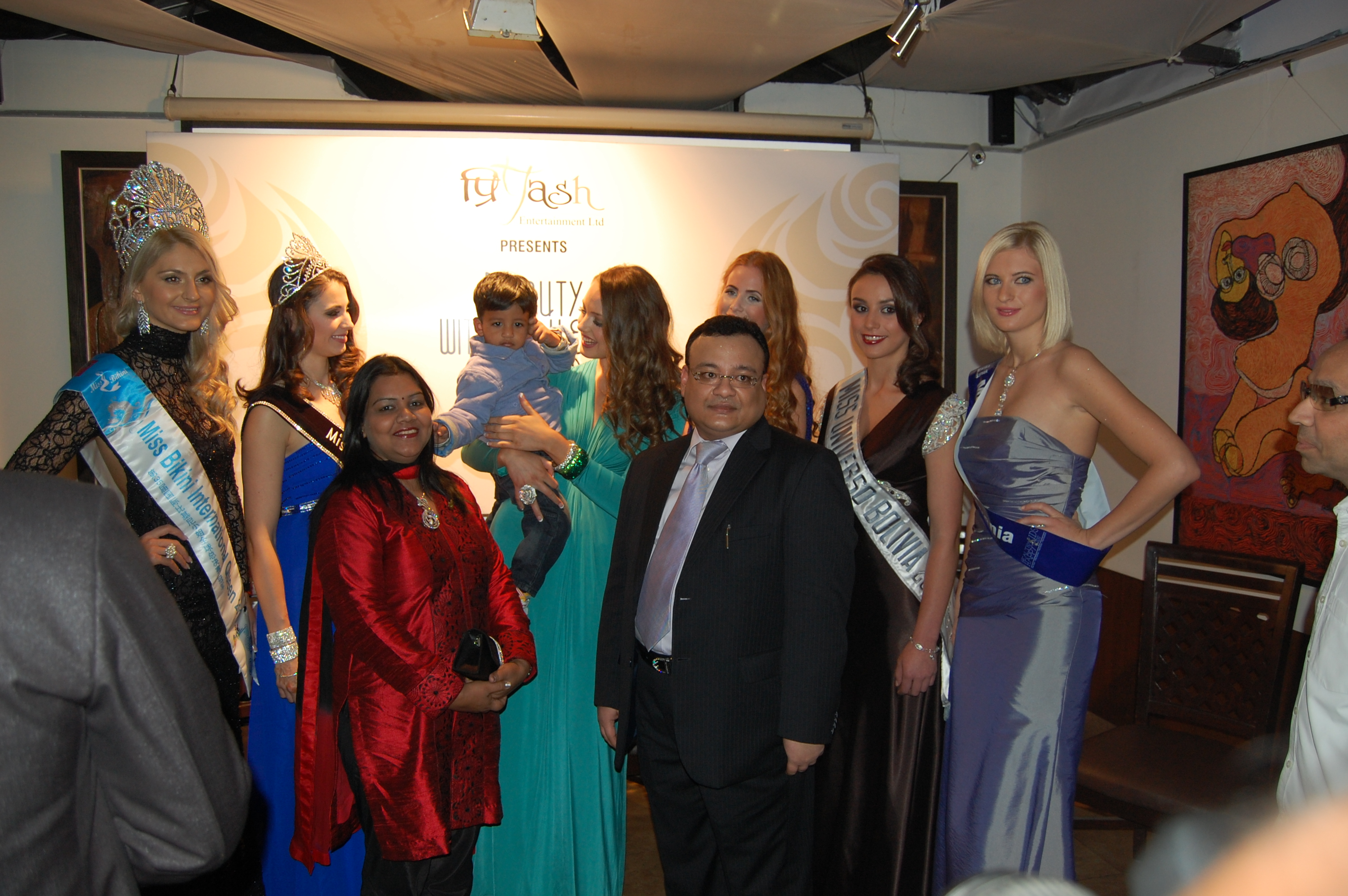
Diana Boanca (Miss Bikini International), Denise Garrido (Miss Canadá), Emma (Miss Irlanda), Fanney Ingvarsdottir (Miss Islandia), Claudia Arce Lemaitre (Miss Bolivia) y Marika Savšek (Miss Eslovenia).

Habiendo obtenido el título de Miss Bolivia Universo le permitió ser parte de la agencia de modelos Promociones Gloria, convirtiéndose en la imagen y modelo de diferentes empresas.

### Miss Universo 2010
Fue la 59.° edición del Miss Universo, realizada el 23 de agosto de 2010 en el centro de eventos Mandalay Bay, dentro del complejo hotelero Mandalay Bay Resort en Las Vegas, Estados Unidos.
Claudia Arce no pudo clasificarse entre las finalistas, a pesar de ser una de las favoritas del público. En la página oficial del Miss Universo, Venus Raj, representante de Filipinas, era la favorita entre los usuarios con un promedio de 5.59 puntos sobre 5; la seguían Claudia Arce de Bolivia con 2.99, Marelisa Gibson de Venezuela con 2.93 y Yendi Philipps de Jamaica con 2.90 puntos.
Al final del evento, la mexicana Ximena Navarrete sería ganadora del Miss Universo 2010, siendo coronada por su antecesora Stefanía Fernández.

## Carrera como presentadora de TV
Teniendo su residencia en Santa Cruz de la Sierra, conoce a Sandra Coscio, presentadora de la red ATB, con quien logra tener mucho contacto desde su aparición en el programa Contame; es ella la que la invita para hacer un casting en el canal y a pesar de que Arce regresó a Sucre, la oferta laboral estaba en pie.
Después de un tiempo de trabajar como modelo independiente, en 2012 ingresa como presentadora de TV en la red ATB, inicialmente en la ciudad de Sucre y posteriormente en la ciudad de La Paz, casa televisiva donde permaneció por más de 6 años en la conducción de programas como Viva la mañana, ATB Noticias y En ruta Dakar.

## Carrera como actriz
En 2013 incursionó en el teatro musical junto al elenco de Broadway Shows Bolivia, interpretando papeles protagónicos en obras como Rent, Moulin Rouge, Chicago y Grease. En 2015 pasó a integrar Macondo Art, reconocida productora nacional, donde interpretó a Roxie Hart en el musical Chicago, y a Lucy en el musical Drácula de Cibrian Malher, entre otros.
Cantó y actuó en el vídeo musical The Full Moon (Luna Llena), dirigida y producida por Gotham Horizonte Producciones.
Interpretó el personaje de Joyce en la serie boliviana La entrega, sobre trata y tráfico de personas. Debutó en el cine con la película Fuertes, interpretando a Matilde, la personaje principal. Logró su primer personaje en Televisa en la telenovela Médicos, línea de vida, producida por José Alberto Castro.

## Filmografía

### Televisión
- Rutas de la vida (2022) - Alba[34]
- La desalmada (2021) - Candela Benítez[35]
- ¿Qué le pasa a mi familia? (2021) - Salma Montes de Oca Medinilla[36]
- Vencer el desamor (2021) - Tamara[37]
- Médicos, línea de vida (2019) - Jackie[38]
- La entrega (2019) - Joyce

### Cine
- Fuertes (2019) - Matilde

## Premios y reconocimientos

### Como modelo
- Miss Bolivia Universo 2009
- Miss Chuquisaca 2009
- Rostro YANBAL 2009
- Mejor sonrisa Miss Bolivia 2009
- Mejor traje típico Miss Bolivia 2009

### Como presentadora
- Premio Bisa al periodismo 2013 (presentadora de noticias preferida El Alto-La Paz)
- Premio ALIANZA 2014 (presentadora)
- Illimani de Oro 2015, 2016 y 2017 (reconocimiento al mérito como presentadora)
- Galardón Titicaca 2016 y 2017 (mejor presentadora matinal)

### Otras distinciones
- Medalla Juana Azurduy de Padilla 2011
- Mejor artista en el extranjero en el Bolivia Music Awards 2022[39]